# Podolí I
Podolí I è un comune della Repubblica Ceca facente parte del distretto di Písek, in Boemia Meridionale. Nelle sue vicinanze si trova il ponte Podolsky, uno dei ponti ad arco più lunghi del paese.